# Welcome to Fabulous Las Vegas
Welcome to Fabulous Las Vegas è l'iconico cartello di benvenuto della città di Las Vegas, nello stato del Nevada, Stati Uniti. Realizzato nel 1959 da Betty Willis, graphic designer presso la Western Electric Displays Inc, anche conosciuta come Western Neon. 
Il cartello è situato sulla Las Vegas Strip, lungo la quale è stato spostato numerose volte a seconda dell'espansione di Las Vegas.
Il 13 marzo 2009, il cartello fu sostenuto dalla contea di Clark per essere iscritto nel National Register of Historic Places, iscrizione che fu ottenuta il 1º maggio 2009.

## Design
Il cartello è montato, in maniera decentrata, su due pali piatti alti 7,6 metri, uniti all'apice da una stella ad otto punte. Riprende la forma di un diamante teso orizzontalmente, con gli angoli superiori ed inferiori squadrati, al contrario di quelli laterali arrotondati. Presenta una duplice illuminazione, luce bianca all'interno, mentre per l'esterno l'intero perimetro è delineato da lampadine a incandescenza gialle lampeggianti. Nella parte superiore del cartello sono posizionati sette cerchi al neon bianchi, così raffigurati per rappresentare i dollari statunitensi d'argento, accennando al soprannome dello stato del Nevada, noto come the Silver State ("lo Stato d'Argento"). Ogni cerchio contiene una lettera al neon rossa, che insieme vanno a comporre la parola "Welcome". 
Tra il bordo superiore del cartello e la cornice interna dei due pali è inserita una stella ad otto punte di metallo rosso e neon giallo. Le linee verticali ed orizzontali della stella, a differenza delle oblique, s'intersecano ed oltrepassano la cornice esterna dei due pali, conferendo alla stessa un aspetto dinamico ed esplosivo.
Il pannello centrale traslucido del cartello cita "to Fabulous", in blu corsivo stile anni Cinquanta, sotto "Las Vegas" in lettere capitali sans serif rosse, ed infine, subito sotto "Nevada", sempre con lettere capitali sans serif, ma in blu e con dimensioni ridotte rispetto alle precedenti scritte. Nell'insieme, sulla faccia anteriore o a sud, il cartello indica «Welcome to Fabulous Las Vegas» (letteralmente «Benvenuti nella favolosa Las Vegas») agli automobilisti che entrano a Las Vegas; mentre sulla faccia posteriore, o a nord, è scritto «Drive Carefully» («Guidate con prudenza») e «Come Back Soon» («Tornate presto») per quelli che escono dalla città.
Il suo design è tipico dell'architettura Googie.

## Cultura di massa
- Grand Theft Auto: San Andreas (2004): il cartello è posto all'ingresso di Las Venturas, la riproduzione di Las Vegas nel gioco.
- Fallout: New Vegas (2010): il cartello, o quel che ne rimane, è posto vicino all'ingresso di Camp McCarran, i resti del McCarran International Airport.